# Üllő (stacja kolejowa)
Üllő (węg. Üllő vasútállomás) – stacja kolejowa w Üllő, w komitacie Pest, na Węgrzech. 
Przystanek znajduje się na ważnej linii 100 Budapest – Cegléd – Szolnok – Debrecen – Nyíregyháza i obsługuje pociągi regionalne. 

## Linie kolejowe
- Linia 100 Budapest – Cegléd – Szolnok – Debrecen – Nyíregyháza